# إدوين سوي
إدوين سوي (بالإنجليزية: Edwin Soi) مواليد 3 مارس 1986، هو عداء مسافات طويلة كيني متخصص في سباق 3000 متر. شارك في دورة الألعاب الأولمبية وحصل على الميدالية البرونزية.

## الميداليات
| الميدالية | المسابقة                                    |
| --------- | ------------------------------------------- |
| برونزية   | الألعاب الأولمبية الصيفية 2008              |
| برونزية   | بطولة العالم لألعاب القوى داخل الصالات 2012 |
| ذهبية     | نهائي ألعاب القوى العالمي 2008              |
| فضية      | نهائي ألعاب القوى العالمي 2006              |
| فضية      | نهائي ألعاب القوى العالمي 2006              |
| فضية      | نهائي ألعاب القوى العالمي 2008              |

## روابط خارجية
- إدوين سوي على موقع الاتحاد الدولي لألعاب القوى (الإنجليزية)
- إدوين سوي على موقع الدوري الماسي (الإنجليزية)
- إدوين سوي على موقع رابطة إحصائيات سباق الطريق (الإنجليزية)
- إدوين سوي على موقع أوليمبيديا (الإنجليزية)